# سفارة البوسنة والهرسك في الولايات المتحدة
سفارة البوسنة والهرسك في الولايات المتحدة هي أرفع تمثيل دبلوماسي لدولة البوسنة والهرسك لدى الولايات المتحدة. تقع السفارة في شمال غربي واشنطن العاصمة وهي تهدف لتعزيز المصالح البوسنية في الولايات المتحدة.

## وصلات خارجية
- الموقع الرسمي
- قائمة سفارات البوسنة والهرسك
- قائمة السفارات في الولايات المتحدة